# Euphaedra (Xypetana) hebes
La Euphaedra (Xypetana) hebes es una especie de  Lepidoptera, de la familia Nymphalidae,  subfamilia Limenitidinae, tribu Adoliadini, pertenece al género Euphaedra, subgénero (Xypetana).

## Localización
Esta especie de Lepidoptera se encuentra localizada en Camerún, Nigeria y Ghana (África). 